# Strimba
Strimba románul: Cornișoru, falu Romániában, a Bánságban, Krassó-Szörény megyében.

## Fekvése
Felsőbaucár (Băuţaru Superior) mellett fekvő település

## Története
Strimba románul: Cornişoru korábban Felsőbaucár (Băuţaru Superior) része volt. 
1956-ban vált külön településsé 417 lakossal.
1966-ban 392 román lakosa volt. 1977-ben  370 lakosából 368 román, 1 magyar, 1992-ben 323 lakosából 322 román, 1 magyar volt.
A 2002 évi népszámláláskor 300 lakosa volt, melyből 299 román, 1 magyar volt.